# Jalen Mills
Jalen Mills (DeSoto, Texas, 6 de abril de 1994) apodado Green Goblin, es un jugador profesional estadounidense de fútbol americano que se desempeña en la posición de cornerback en New England Patriots, equipo de la National Football League (NFL).

## Carrera
Fue seleccionado en la séptima ronda en la Reunión Anual de Selección de Jugadores de la NFL de 2016. Hizo su debut profesional con el equipo Philadelphia Eagles, en el cual jugó cinco temporadas (2016-2021), luego pasó a New England Patriots, donde lleva jugando tres temporadas.